# Amerila saalmuelleri
Amerila saalmuelleri là một loài bướm đêm thuộc phân họ Arctiinae, họ Erebidae.